# Normann nyelv
A normann nyelv (olykor normand, normannul normaund) az újlatin nyelvek galloromán csoportjának oïl alcsoportjához tartozik. Normandiában és a Csatorna-szigeteken beszéli hozzávetőlegesen 50 000–100 000 személy, és az UNESCO a komolyan veszélyeztetett nyelvek közé sorolja. Egységes nyelvként nincs sztenderd változata, csupán néhány helyi változatának van sztenderdizált helyesírása.

## Területi eloszlás, beszélők száma és státusz

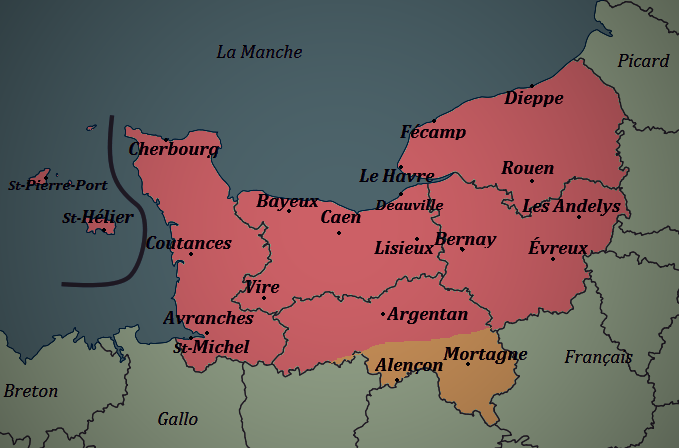
A normann nyelv elterjedése

A normann nyelvet a kontinensen Franciaország Normandia régiójában, főleg a Cotentin-félszigeten  és Caux-vidéken , valamint a Csatorna-szigeteken beszélik.
A nyelv beszélőinek számáról csak becslések vannak. Pontos adatok csupán Jersey-szigetről vannak 2001-ből, ahol a helyi nyelvváltozatot 2874-en beszélték, Sark-szigetre vonatkozóan pedig 1998-ban húszra becsülték az ottani nyelvjárás beszélőit.
Franciaországban a normannak regionális nyelvi hivatalos státusza van. A cotentini nyelvjárást fakultációként tanítják néhány Manche département-beli iskolában.

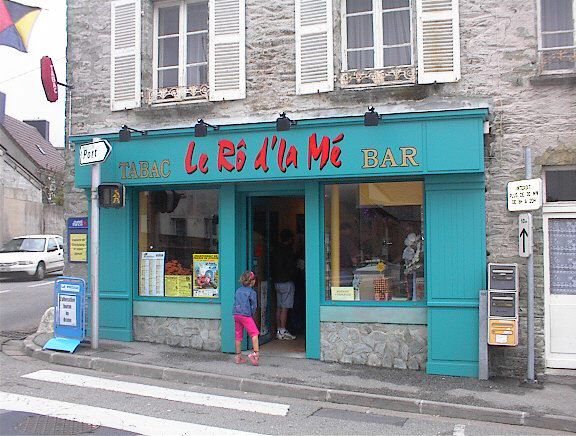
Normann nyelvű cégtáblás bár Le Becquet-ben, Cherbourg mellett

Az Egyesült Királyságban hasonló státusza van a jersey-i nyelvjárásnak és a Guernsey-szigeten beszéltnek. Jersey-n fakultációként tanítják az iskolákban, és jelen van köztéri feliratokon. A guernsey-i nyelvjárás is tanulható néhány iskolában és megjelenik köztéri táblákon.

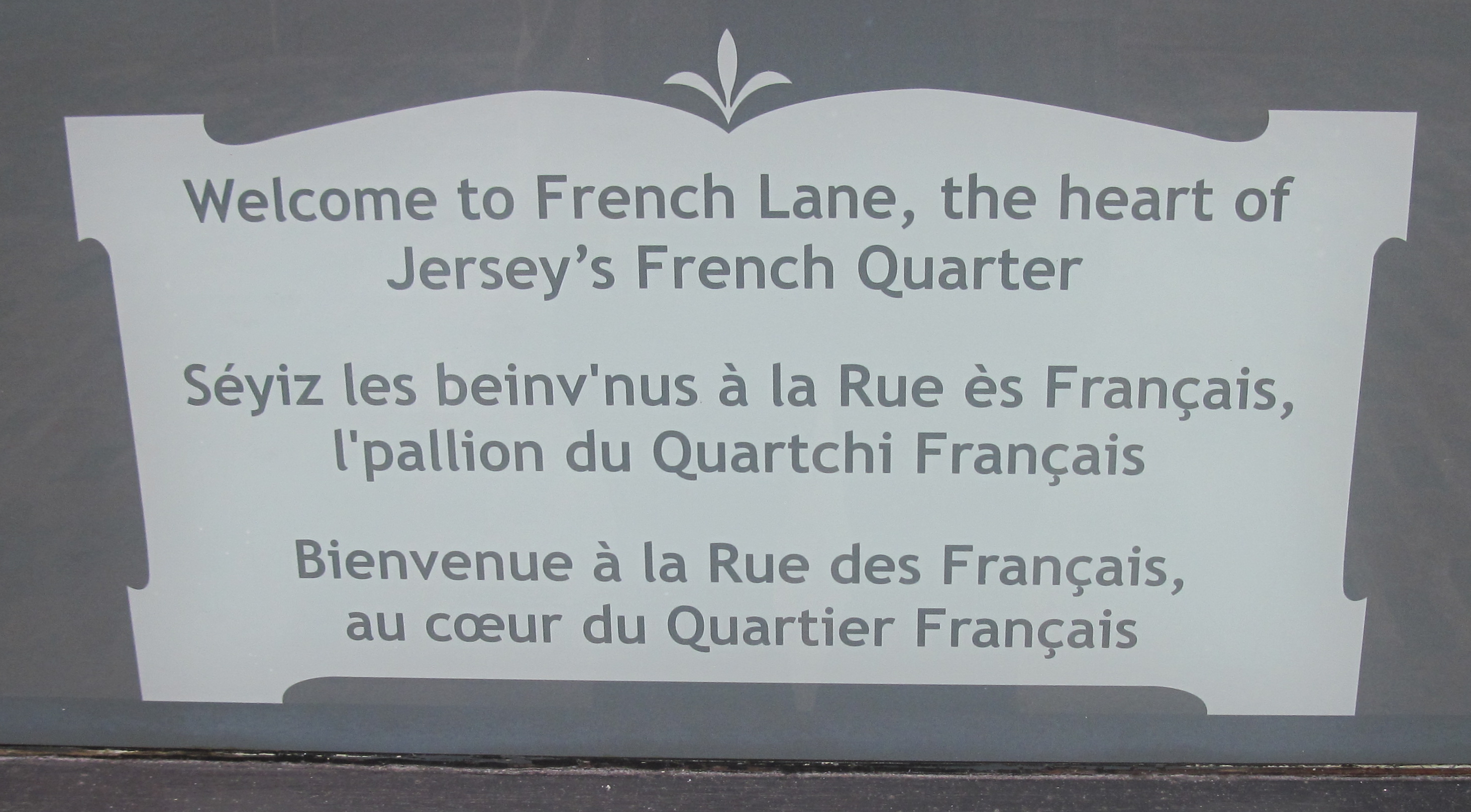
Háromnyelvű felirat (angol, normann, francia) Jersey-n: „Isten hozta a franciák utcájában, a francia negyed szívében”

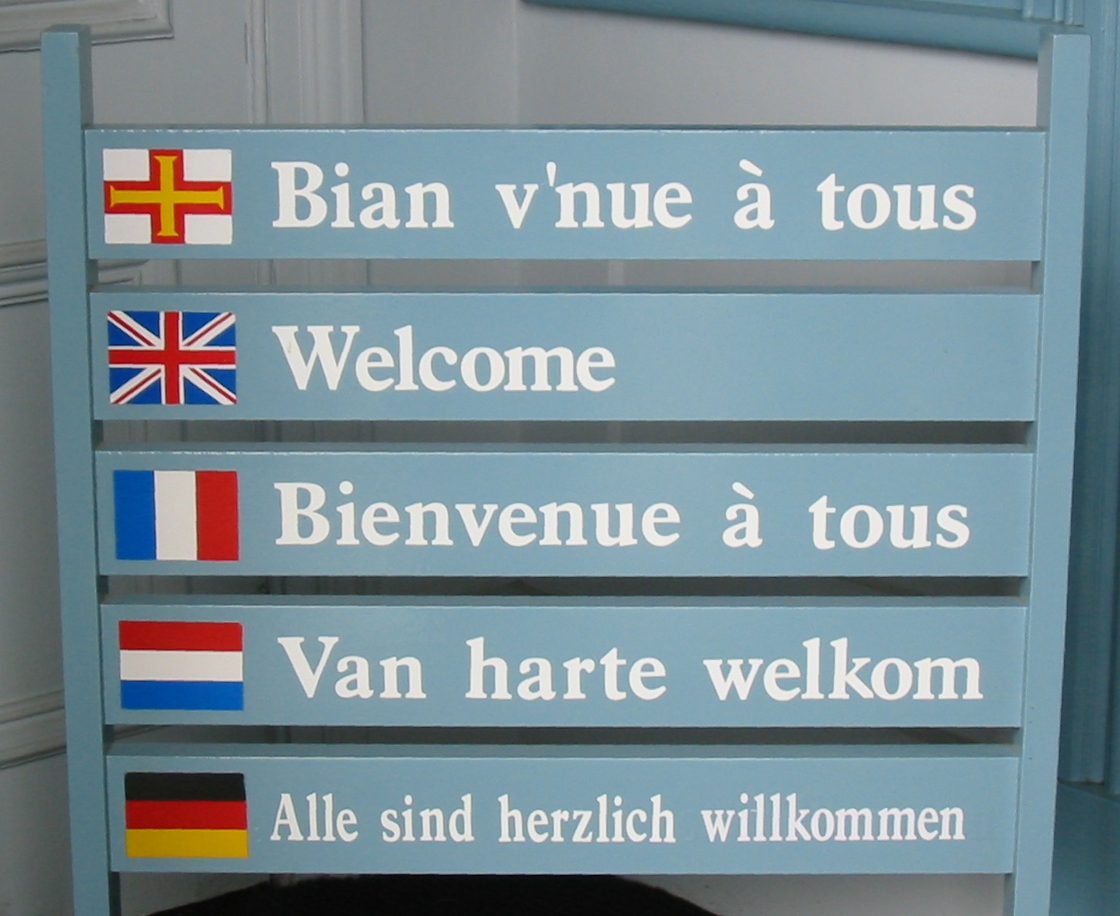
Többnyelvű tábla (az első a normann) guernsey-i idegenforgalmi irodában: „Isten hozott mindenkit”

## Külső nyelvtörténet
A 9. század-tól kezdve a 11. századig a mai Normandiában és a Csatorna-szigeteken vikingek csoportjai telepedtek le, akik angolszászokat is hoztak magukkal. Állami szerveződést is hoztak itt létre, mely később a Normandiai Hercegség lett. Normandia neve maga a „normannok” népnévből, a vikingek egy másik elnevezéséből származik. Ezt a régiót és a szigeteket akkoriban már a mai Franciaország északi részén keletkezett oïl nyelvet beszélő népesség lakta. Az itt letelepedett normannok felvették a keresztény vallást, és beolvadtak a helybéli lakosságba, nyelvüket is magukévá téve. Germán nyelvük a normann nyelv szupersztrátumát képezte, valamennyire befolyásolva azt. Ebből a szupersztrárumból kb. 200 szó maradt fenn, és egyes hangtani vonások.
A normann nyelv Angliába érkezett 1066-ban, amikor Normandia hercegének, Hódító Vilmosnak a serege meghódította. Ott az óangol nyelv hatása alatt fejlődött tovább, az anglonormann nyelv alakjában.
Oïl nyelvüket azok a normandiaiak is beszélték, akik a 11. században meghódították Szicíliát, ahol előbb grófságot alapítottak, majd a Szicíliai Királyságot, amely az Appennini-félsziget déli részére is kiterjesztette hatalmát. Az I. keresztes hadjárat idején szicíliai, többségükben normandiai lovagok, meghódítottak egy ma Szíria északi részén és Törökország ezzel határos részén elterülő régiót. Itt létrehozták az Antiochiai Fejedelemséget , amely a 13. század második feléig maradt fenn.
A 17. és 18. században normann nyelvű franciák Kanadába vándoroltak ki. Az ott beszélt francia nyelvben máig fennmaradt néhány normann szó.
A nyelv egyes helyi változataiban a középkor idején jelentős irodalom létezett, főleg anglonormann nyelven. A 12. században élt Wace  költőt tekintik a jersey-i nyelvjárásban létrehozott irodalom megalapítójaként.
A 16., 17. és a 18. században a Rouenba különböző normann vidékekről odakerült szegény emberek nyelvváltozatain írtak szatirikus verseket. David Ferrand a Caux-vidéki változatban tett közzé ilyeneket, Pierre Genty pedig a Perche-vidéki  változatban.

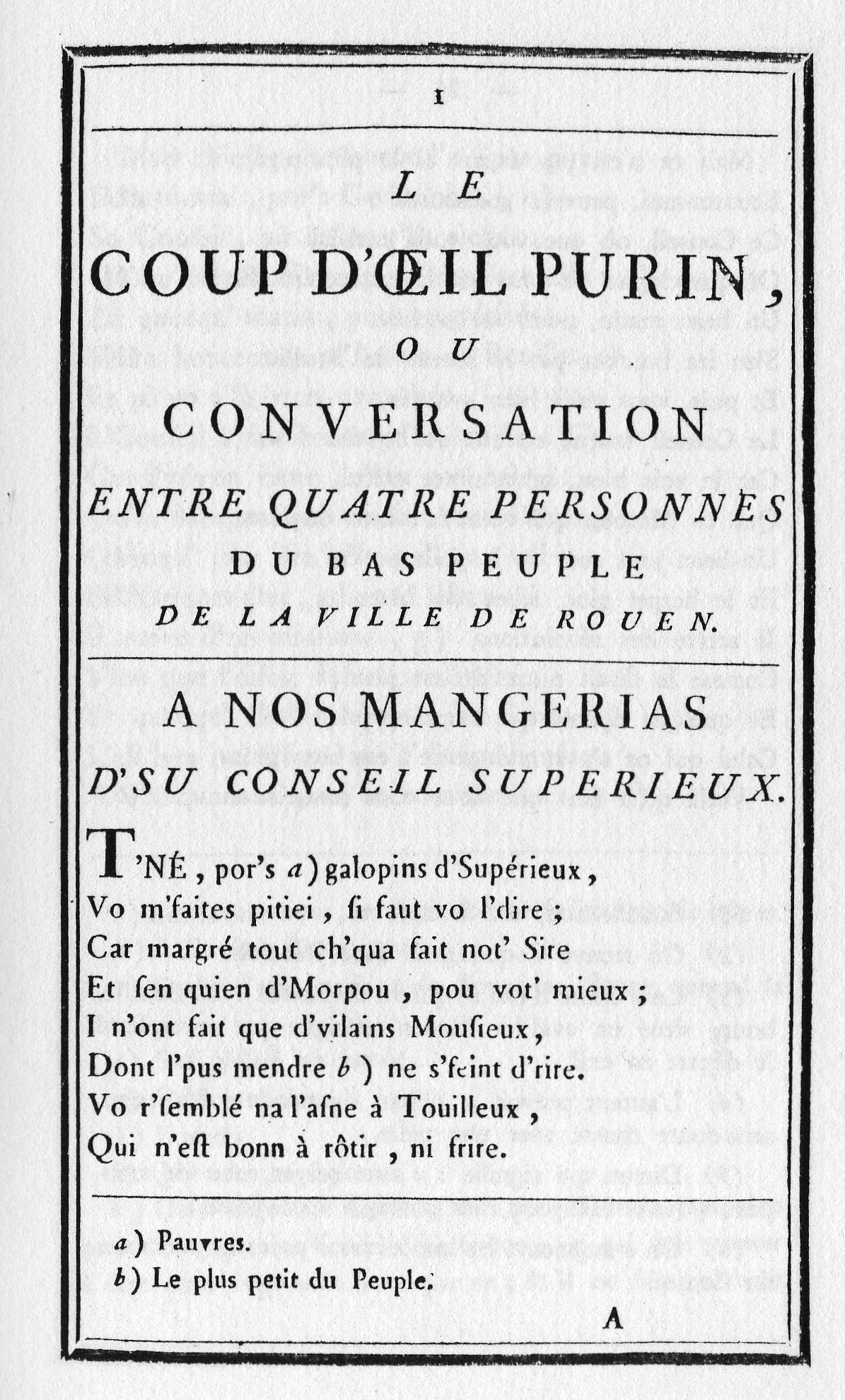
Le Coup d'œil purin, szatirikus versek gyűjteménye 1773-ból

A francia mint nemzeti nyelv általánossá válásának folyamatában, ami a Franciaország különböző régióiban beszélt nyelvek elleni harccal járt együtt, a normann is lenézett lett és megindult az elhalása. Hagyományosan francia dialektusnak tekintették, de e folyamat következményeként patois („nyelvjárás” jelentésű szó, amely pejoratív értelmet kapott a hivatalos nézet miatt) rangra süllyedt, mint az összes többi helyi nyelv. Lényegében azonos folyamat zajlott le a Csatorna-szigeteken is az angol nyelv általánossá válása nyomában. Ennek ellenére a 19. században a normann irodalom feléledt.
Jersey-n Robert Pipon Marett  jeleskedett szerzőként, Guernsey-n pedig George Métivier . Victor Hugo, aki egy ideig a Csatorna-szigeteken élt, tiszteletre és figyelemre méltónak tartotta az ottani nyelvet. A szigeteken élő embereknek szentelte a A tenger munkásai című regényét. Ebben használta a normann pieuvre ’polip’ szót, mely ezúton belekerült a francia sztenderd szókészletbe.
A kontinensen is megjelent a 19. és a 20. században viszonylag sok normannul író szerző, Alfred Roussel énekszerzőtől André Louis-ig, aki az első egészében normann nyelven írt regényt jelentette meg (Zabeth, 1969).
Már 1859-ben jelent meg az első nyelvtani munka a jersey-i nyelvváltozatról, majd a 20. században sztenderdizálási szándékú írások jelentek meg, de nem jutottak el egységes sztenderdhez. 1950-ben Fernand Lechanteur író szabályozta a kontinentális normann helyesírását a cotentini változat alapján. A jersey-i Frank Lemaitre megírta a Dictionnaire jersiais-français (Jersey-i–francia szótár) című munkát (1966), majd egyéb lexikográfiai írásokat és tankönyveket, és Marie de Garis  kidolgozta a Dictiounnaire Angllais-Guernésiais (Angol–guernesey-i szótárt) (1967).

## Területi változatok
A kontinensen a következő nyelvjárásokat különböztetik meg:
- a cotentini;
- a Bray-vidéki (wd), amelyben egy másik oïl nyelv, a pikárd (wd) hangtani hatásai érezhetők;
- a Caux-vidéki, két változattal: a Seine-Maritime dépertement-beli és az északi, Talou-vidéki, ugyancsak pikárd hangtani hatásokkal;
- a Roumois-vidéki (wd), amely átmenet a caux-i és az Auge-vidéki között;
- a mára csaknem kihalt Auge-vidéki (wd).

A szigeteken beszélt normannak, a jersey-i és a guernsey-i nyelvjárásokon kívül, van még a Guernsey közelében található Sark-szigeten beszélt nyelvjárása is. Szintén a Guernsey-hez közel levő Alderney-szigeten is beszéltek egy normann nyelvjárást, amely a 20. században halt ki.

## Hangtan
A normannban van néhány olyan fonéma, amely nincs meg a franciában. Ilyen az /ɘ/ magánhangzó, mely egyes nyelvjárásokban van jelen, és néhány mássalhangzó: /t͡ʃ/ (magyar cs) Normandia északi felében és a szigeteken, /d͡ʒ/ (magyar dzs) ugyanazon a területen, /ð/ csak Jersey-n, és /χ/. Az utóbbi a francia h aspiré ’hehezetes h’-nak felel meg, mely germán (főleg frank) eredetű, és a normann cotentini nyelvjárásban egyes szerzők szerint a skandináv szupersztrátumnak köszönhetően maradt fenn, miközben a franciában már nem ejtik ki, csak hangűrt képez.
A mássalhangzókra vonatkozóan még az is jellemző, hogy a normannban fennmaradt a latin c /k/ kiejtése más magánhangzók előtt, mint e és i, miközben a franciában ez /ʃ/-sé (magyar s) fejlődött: latin canto ’énekelek’ > normann je caunte, francia je chante.

## Grammatika
A normann igerendszerben fellelhetőek bizonyos különbségek a franciával szemben egyes igeidők használatát illetően, például az, hogy a szokásos nyelvi regiszterben is használatos a kijelentő mód egyszerű múlt idő és a subjonctif imparfait, miközben a franciában ezeket már csak a hagyományos irodalmi nyelvben használják. Ugyanakkor az egyszerű múlt idő alakját tekintve mindegyik igeragozási csoporthoz tartozó szabályos igék esetében ugyanazok lettek a személyragok és az előttük álló magánhangzó.
Germán mondattani vonásként fennmaradt egyes nyelvjárásokban a színeket jelentő melléknevekkel kifejezett jelző a főnév elé helyezése: eun neir qùyin vs. (franciául) un chien noir ’fekete kutya’.

## Szókészlet
A normann szókészlet főleg latin eredetű, de fennmaradt benne kb. 200 szó az északi ógermán nyelvből, pl. hougue < haugʀ ’domb’, mucre < mykr ’nedves’, mielle < melʀ ’dűne, homokos talaj’.
Egyes északi ógermán szavak normann közvetítéssel a franciába és/vagy az angolba mentek át: dúnn > normann dum, dumet > (franciául) duvet ’pehely’; vík > normann viquet > (franciául) guichet, (angolul) wicket ’(ügyfélszolgálati) ablak’ stb.
Egyéb, más eredetű szavak is kerültek az angolba normann közvetítéssel: caboche ’(nagy) fej’ (latin eredetű) > cabbage ’káposzta’, werre > war ’háború’ (frank eredetű), castel > castle ’kastély’ (okcitán eredetű) stb.
A kanadai franciában is vannak normann szavak: asteure ’most’, ichite vagy icite ’itt’, v'lin ’méreg’ stb.
A normann szókészlet a szicíliai nyelvben is hagyott nyomokat: accattari < acater ’vásárolni’, trippari < triper ’ugrani’ stb.

## Fordítás
Ez a szócikk részben a Normand című francia Wikipédia-szócikk és a Norman language angol Wikipédia-szócikk fordításán alapul. Az eredeti cikkek szerkesztőit azok laptörténete sorolja fel.

## Külső hivatkozások
- (franciául) Magène. Langue & chansons normandes (Normann nyelv és énekek) (Hozzáférés: 2018. május 22)
- Les Pages Jèrriaises (Jersey-i oldalak) (Hozzáférés: 2023. július 30)